# Dead Dawn
Dead Dawn è il secondo album in studio del gruppo musicale death metal svedese Entombed A.D., pubblicato dall'etichetta discografica Century Media nel 2016.

## Tracce
1. Midas in Reverse – 3:55
2. Dead Dawn – 4:07
3. Down to Mars to Ride – 4:50
4. As the World Fell – 5:30
5. Total Death – 2:58
6. The Winner Has Lost – 3:53
7. Silent Assassin – 3:55
8. Hubris Fall – 4:49
9. Black Survival – 3:08
10. Not What It Seems – 3:40

## Formazione
- Lars-Göran Petrov – voce
- Olle Dahlstedt – batteria
- Nico Elgstrand – chitarra, voce
- Victor Brandt – basso, voce